# Carbuncle Cup

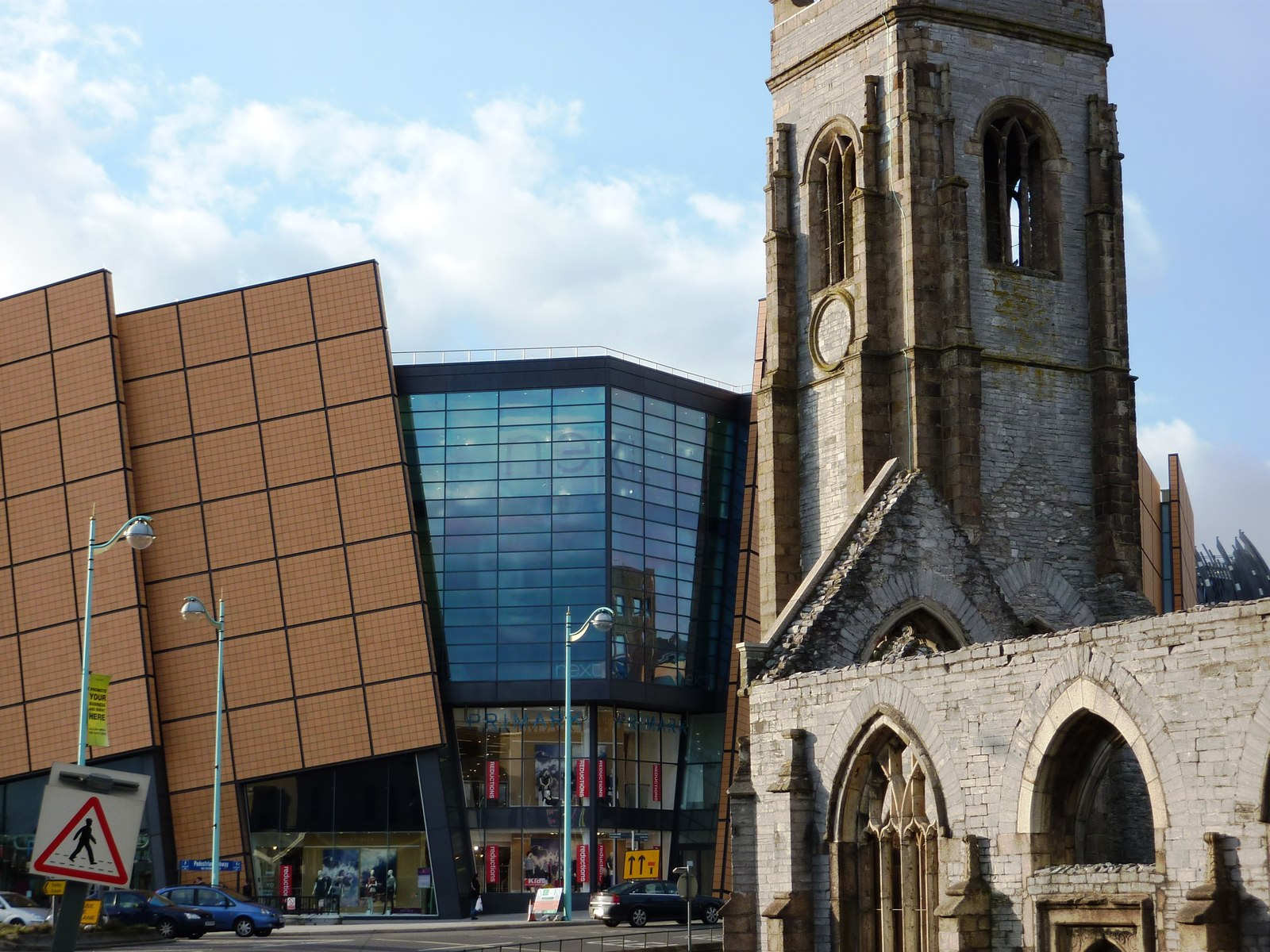
Drake Circus Shopping Centre, recebeu o prêmio inaugural em 2006

O Carbuncle Cup é um prêmio de arquitetura concedido anualmente pelo períódico Building Design à "mais horrível construção do Reino Unido completada nos últimos 12 meses". É intencionado ser uma resposta de humor ao prestigioso Prêmio Stirling. concedido pelo Royal Institute of British Architects.
O Carbuncle Cup iniciou em 2006, com o primeiro ganhador sendo o Drake Circus Shopping Centre em Plymouth, projetado por Chapman Taylor.

## Recipientes

### 2006
A primeira lista foi anunciada em outubro de 2006 e contou com dez edifícios.
| Construção                    | Local                   | Arquiteto                 |
| ----------------------------- | ----------------------- | ------------------------- |
| BBC Radio Merseyside          | Liverpool               | Page & Park               |
| Drake Circus Shopping Centre  | Plymouth                | Chapman Taylor            |
| Ibis Hotel                    | Harbourside, Bristol    | FaulknerBrowns Architects |
| Lough Road Housing            | Holloway, Londres       | CZWG                      |
| Moor House office development | Cidade de Londres       | Foster and Partners       |
| Nexus One                     | Swiss Cottage, Londres  | S&P Architects            |
| Serpentine Pavilion           | Hyde Park, Londres      | Rem Koolhaas              |
| St George Wharf               | Lambeth, Londres        | Broadway Malyan           |
| St George's Island            | Castlefield, Manchester | John McAslan/Dandara      |
| University College Hospital   | Bloomsbury, Londres     | Llewlyn Davies            |

### 2007

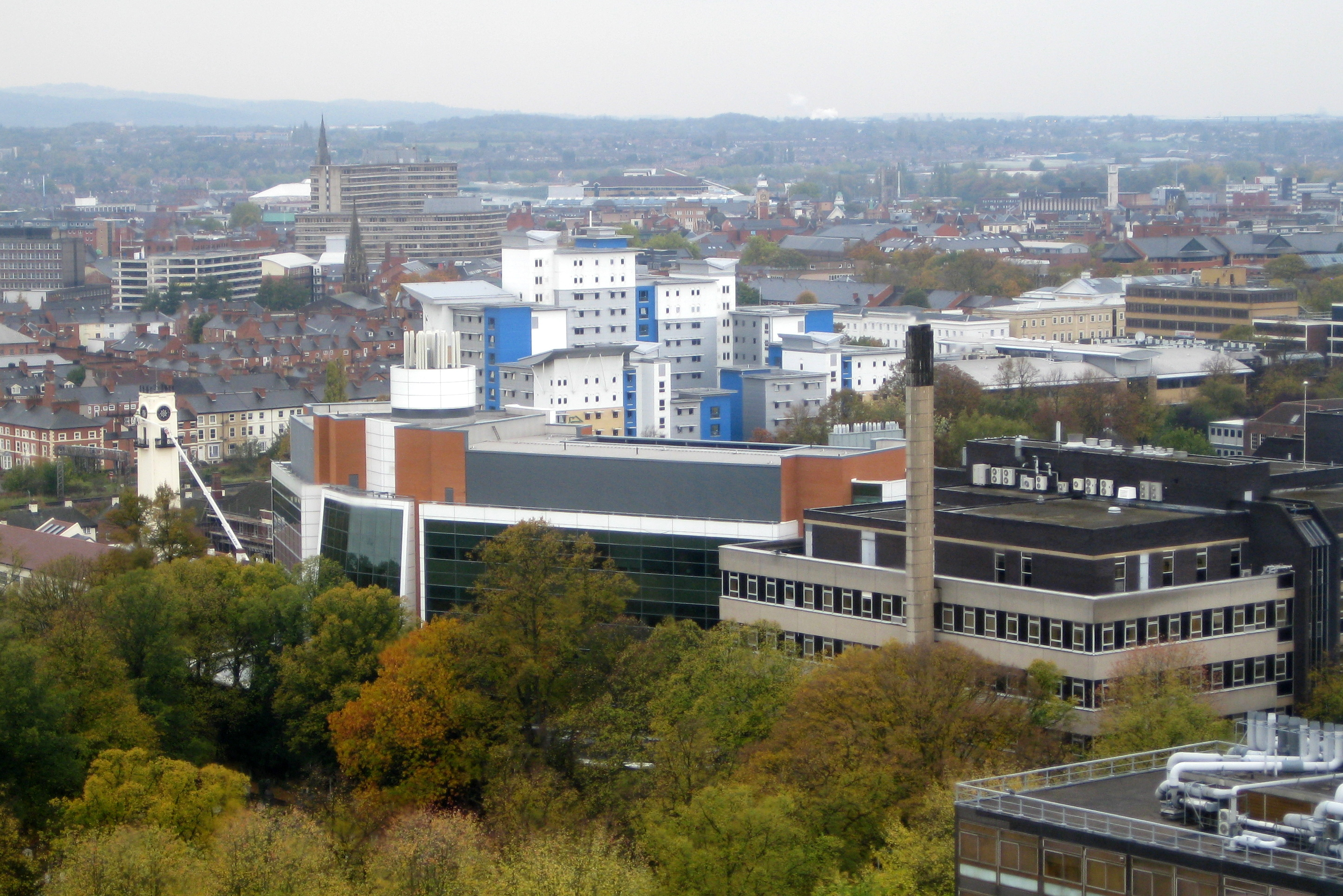
Opal Court (centre), winner of the 2007 Carbuncle Cup

Sete edifícios foram pré-selecionados em 2007. Opal Court, um complexo de habitação estudantil em Leicester, foi eleito o vencedor em outubro.
| Construção        | Local                     | Arquiteto                       |
| ----------------- | ------------------------- | ------------------------------- |
| Holiday Inn       | Westhill, Aberdeenshire   | Peter Redhead Architects        |
| KX200             | Pentonville Road, Londres | Allford Hall Monaghan Morris    |
| More London       | South Bank, Londres       | Foster & Partners               |
| Opal Court        | Leicester                 | Stephen George & Partners       |
| Orion Building    | Birmingham                | BBLB Architects with John Rocha |
| Skydec apartments | Wandsworth, Londres       | Edward Potter Associates        |
| Treasure House    | Beverley, East Yorkshire  | East Riding Council and Atkins  |

### 2008

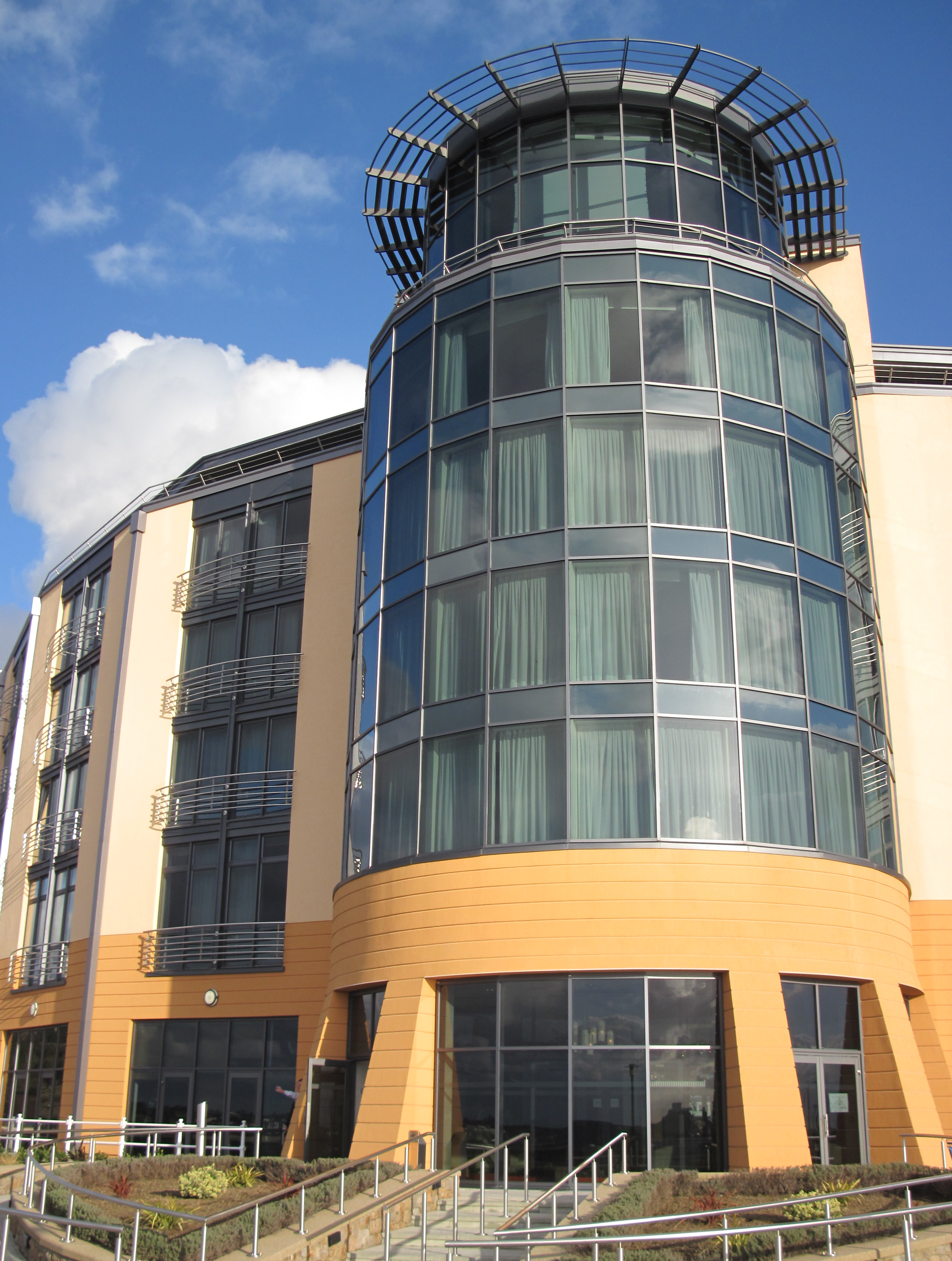
Radisson SAS Waterfront hotel, winner of the 2008 Carbuncle Cup

A lista de 2008 dos sete edifícios foi anunciada no início de outubro. Stuart Lowther de EPR Architects disse que estava "extremamente desapontado" no prêmio para o Radison SAS Waterfront hotel sendo dado à sua empresa, como o projeto foi herdado de outro arquiteto e EPR não tinha desenhado o exterior do edifício.
| Construção                    | Local                      | Arquiteto                    |
| ----------------------------- | -------------------------- | ---------------------------- |
| Aqua housing                  | Poole, Dorset              | BCA Architects               |
| B-Central apartments          | Bournemouth                | Trinity Architecture         |
| Blue Fin building             | Bankside, Londres          | Allies and Morrison          |
| Bridgewater Place             | Leeds                      | Aedas                        |
| Broadgate Tower               | Bishopsgate, Londres       | Skidmore, Owings and Merrill |
| Radisson SAS Waterfront hotel | Saint Helier, Jersey       | EPR Architects               |
| Walton Street car park        | Aylesbury, Buckinghamshire | Bourne Parking               |

### 2009

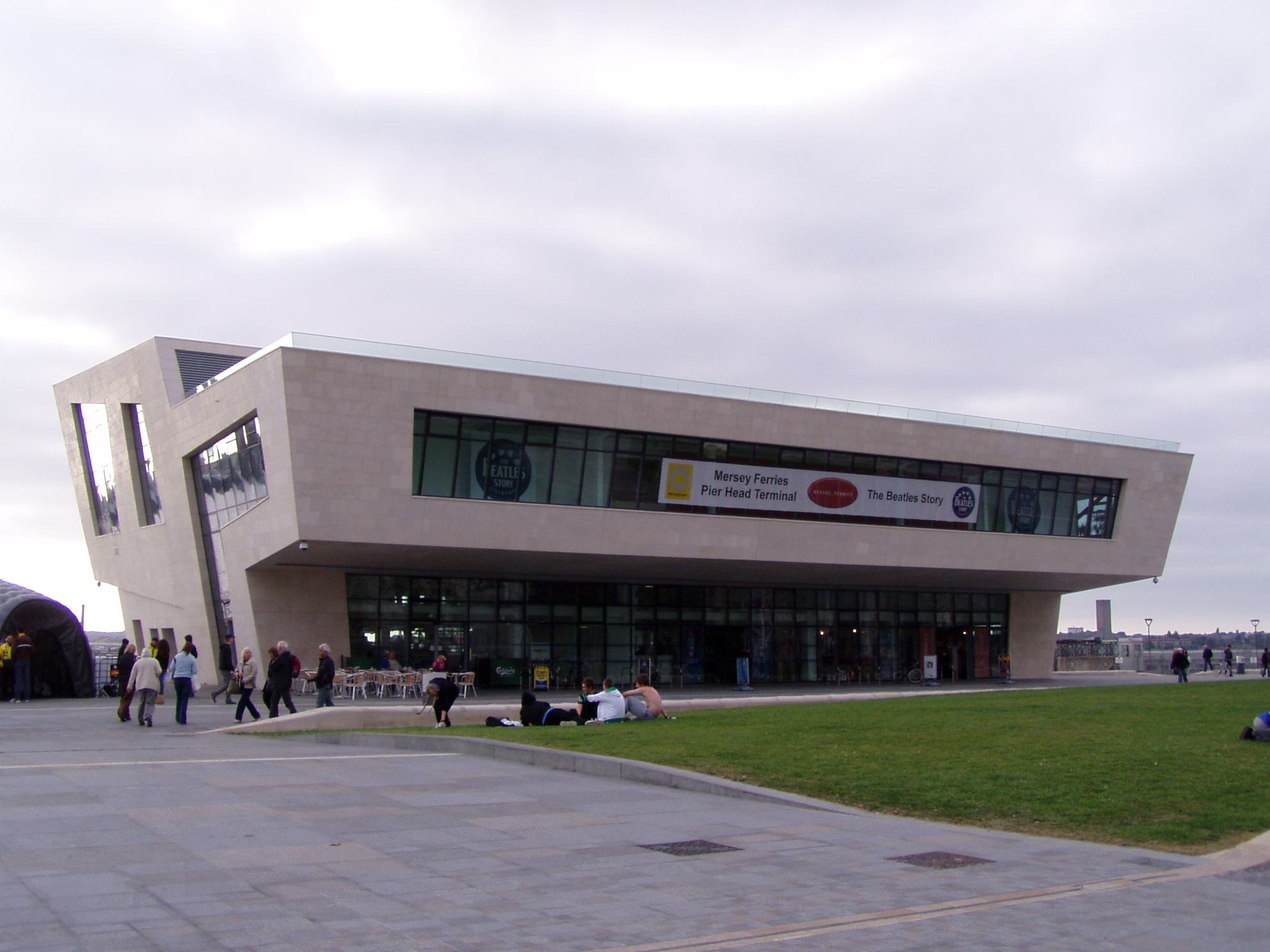
Liverpool Ferry Terminal, winner of the 2009 Carbuncle Cup

Uma longa lista de dez edifícios foi anunciada em agosto de 2009. Grosvenor Group, o desenvolvedor de One Park West, organizou um "abraço coletivo" do edifício, após sua nomeação. The prize, judged by critics Owen Hatherley and Ellis Woodman, and architect Sean Griffith, was awarded to Liverpool Ferry Terminal, with the University of Nottingham Amenity building and Queen Margaret University placed second and third.
| Construção                                 | Local                                   | Arquiteto               |
| ------------------------------------------ | --------------------------------------- | ----------------------- |
| Amenities Building and International House | University of Nottingham Jubilee Campus | MAKE Architects         |
| Hotel Missoni                              | Edinburgh                               | Allan Murray Architects |
| Liverpool Ferry Terminal                   | Liverpool                               | Hamilton Architects     |
| One Park West                              | Liverpool One                           | Pelli Clarke Pelli      |
| Poundbury Fire Station                     | Poundbury, Dorset                       | Carden Croft            |
| Queen Margaret University                  | Musselburgh, East Lothian               | Dyer Associates         |
| Theatre Severn                             | Shrewsbury                              | Austin Smith Lord       |
| Union Plaza                                | Aberdeen                                | Halliday Fraser Munro   |
| Westfield Shopping Centre                  | Shepherd's Bush, Londres                | Westfield Group         |
| Woodlands Manor                            | Belfast                                 | Coogan & Co.            |

### 2010
The jury in 2010 comprised Jonathan Glancey, Owen Hatherley, Amanda Baillieu and Ellis Woodman. The shortlist of six was announced in July, and the Strata building was announced as the winner in August. The article described the tower as: "Decked out with Philishave stylings, this is a building that appears to be auditioning for a supporting role in a James Bond title sequence."
| Construção            | Local                      | Arquiteto             |
| --------------------- | -------------------------- | --------------------- |
| Bézier Apartments     | Old Street, Londres        | T. P. Bennett         |
| Burns Monument Centre | Kilmarnock, East Ayrshire  | East Ayrshire Council |
| Haymarket Hub         | Newcastle                  | Reid Jubb Brown       |
| St Anne's Square      | Belfast                    | WDR & RT Taggart      |
| Strata SE1            | Elephant & Castle, Londres | BFLS                  |
| The Cube              | Birmingham                 | MAKE Architects       |

### 2011
The shortlist of six was announced in July. In August, a jury consisting of national newspaper architecture critics: Rowan Moore of the Observer, Hugh Pearman of the Sunday Times and the Guardian’s Jonathan Glancey voted MediaCityUK the 2011 winner.
| Construção                              | Local                    | Arquiteto                                    |
| --------------------------------------- | ------------------------ | -------------------------------------------- |
| Ebenezer Chapel and Housing Development | Brighton                 | Molyneux Architects                          |
| MediaCityUK                             | Salford                  | Fairhurst, Chapman Taylor and Wilkinson Eyre |
| Museum of Liverpool                     | Liverpool                | 3XN/AEW Architects                           |
| Newport Station                         | Newport, Wales           | Grimshaw Architects and Atkins               |
| One Hyde Park                           | Knightsbridge, Londres   | Rogers Stirk Harbour + Partners              |
| Phoenix High School                     | Shepherd's Bush, Londres | Bond Bryan                                   |

### 2012

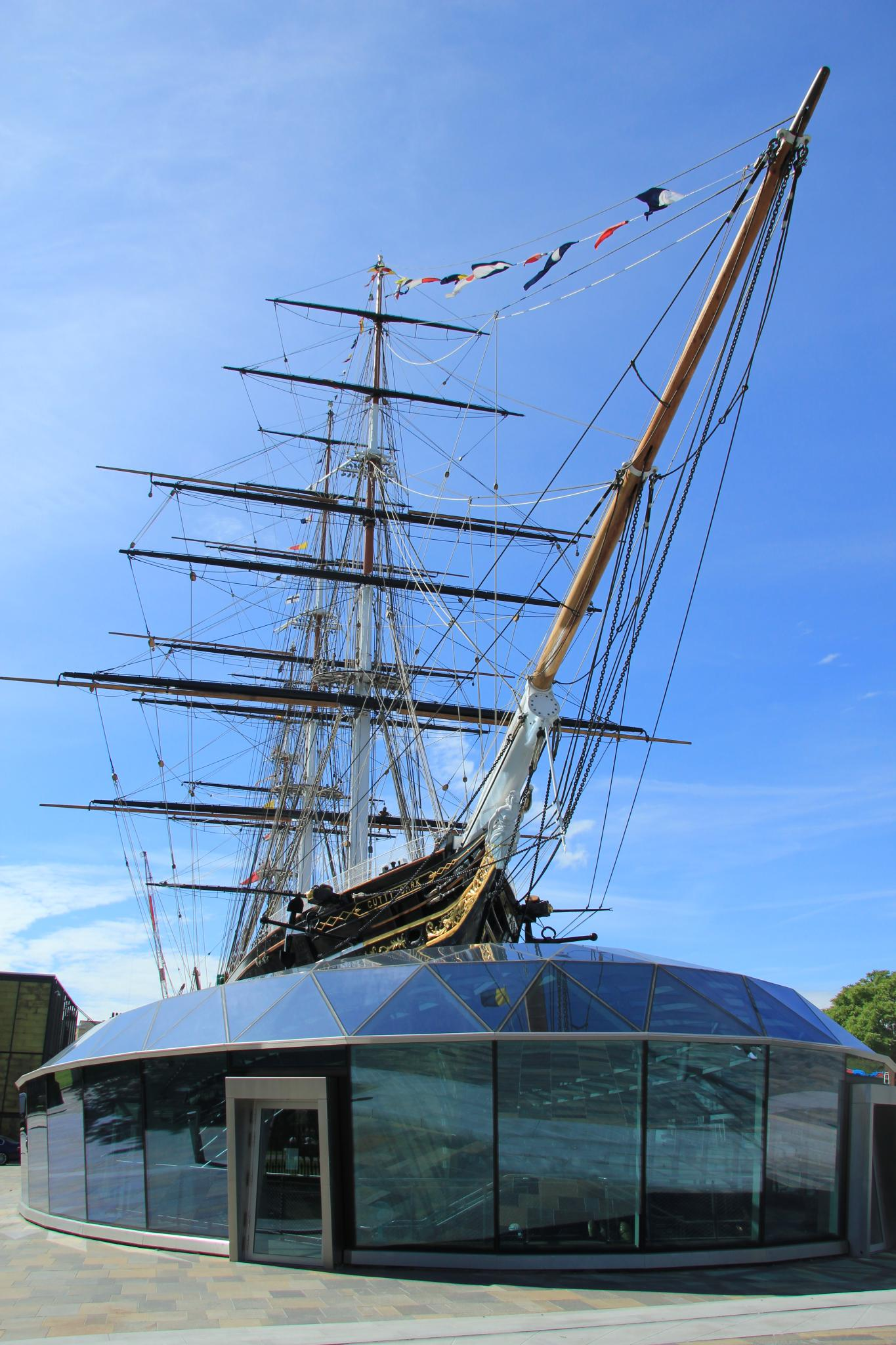
The Cutty Sark renovation, winner of the 2012 Carbuncle Cup

The shortlist of six was announced in July, In August, a jury including Owen Hatherley, Gillian Darley and Ellis Woodman voted Cutty Sark Renovation the 2012 winner.
| Construção             | Local                 | Arquiteto                      |
| ---------------------- | --------------------- | ------------------------------ |
| ArcelorMittal Orbit    | Olympic Park, Londres | Anish Kapoor and Cecil Balmond |
| Cutty Sark Renovation  | Greenwich, Londres    | Grimshaw Architects            |
| Firepool Lock Housing  | Taunton, Somerset     | Andrew Smith Architects        |
| Mann Island Buildings  | Liverpool             | Broadway Malyan                |
| Shard End Library      | Birmingham            | IDP Partnership                |
| Titanic Belfast Museum | Belfast               | Todd Architects and Civic Arts |

### 2013

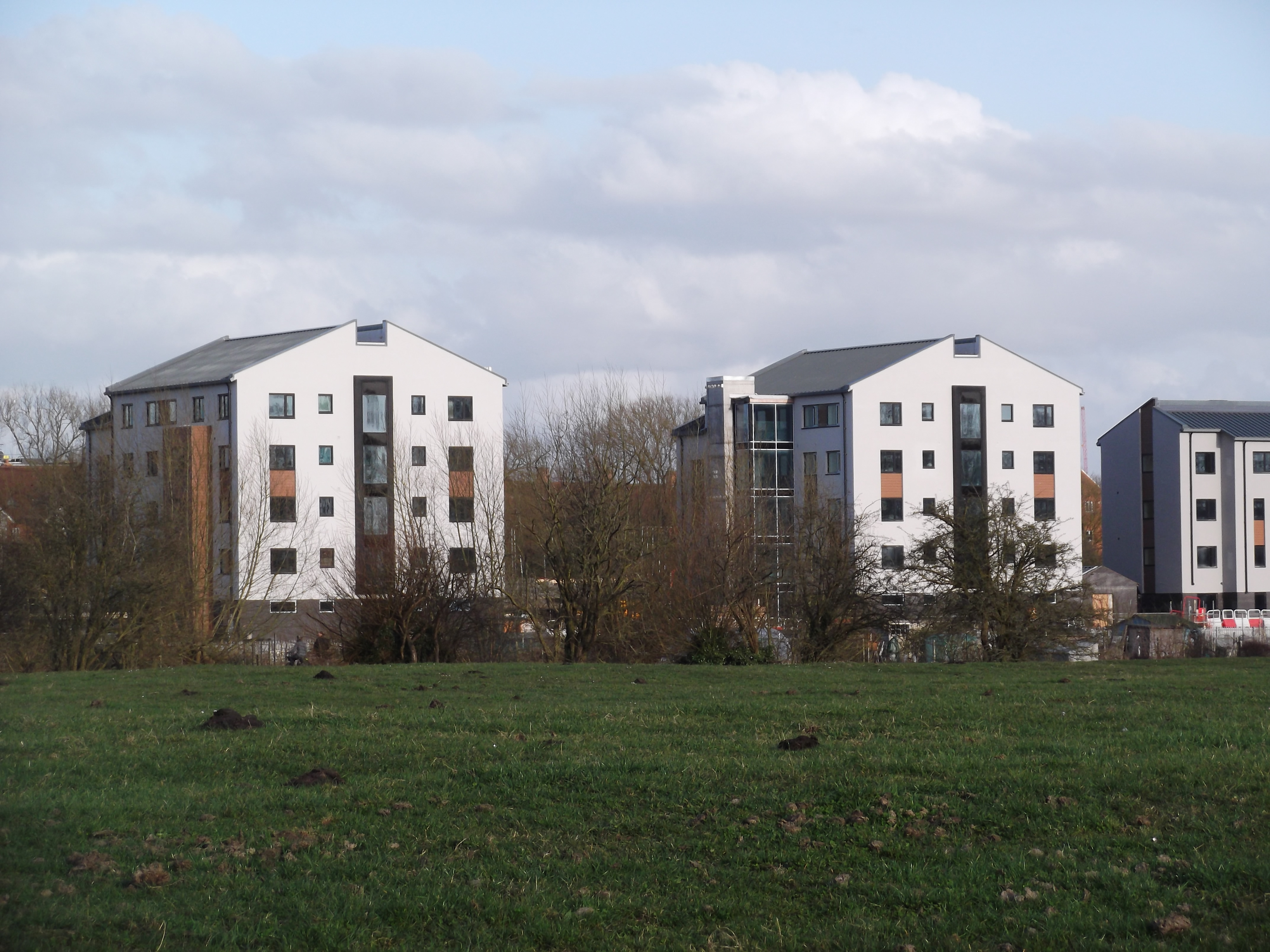
Castle Mill was one of six buildings nominated for the 2013 award

The shortlist of six was announced in August 2013. The winner was announced later that same month as 465 Caledonian Road, student accommodation in London.
| Construção                            | Local                     | Arquiteto                              |
| ------------------------------------- | ------------------------- | -------------------------------------- |
| 465 Caledonian Road                   | University College London | Stephen George & Partners              |
| Avant Garde, 34-42 Bethnal Green Road | Bethnal Green, Londres    | Stock Woolstencroft                    |
| Castle Mill housing                   | Port Meadow, Oxford       | Frankham Consultancy Group             |
| Porth Eirias Watersports Centre       | Colwyn Bay, Wales         | K2 Architects                          |
| Premier Inn                           | Lambeth, Londres          | Hamiltons                              |
| Redcar Beacon ('The Vertical Pier')   | Redcar, North Yorkshire   | Seven Architecture and Smeeden Foreman |

### 2014

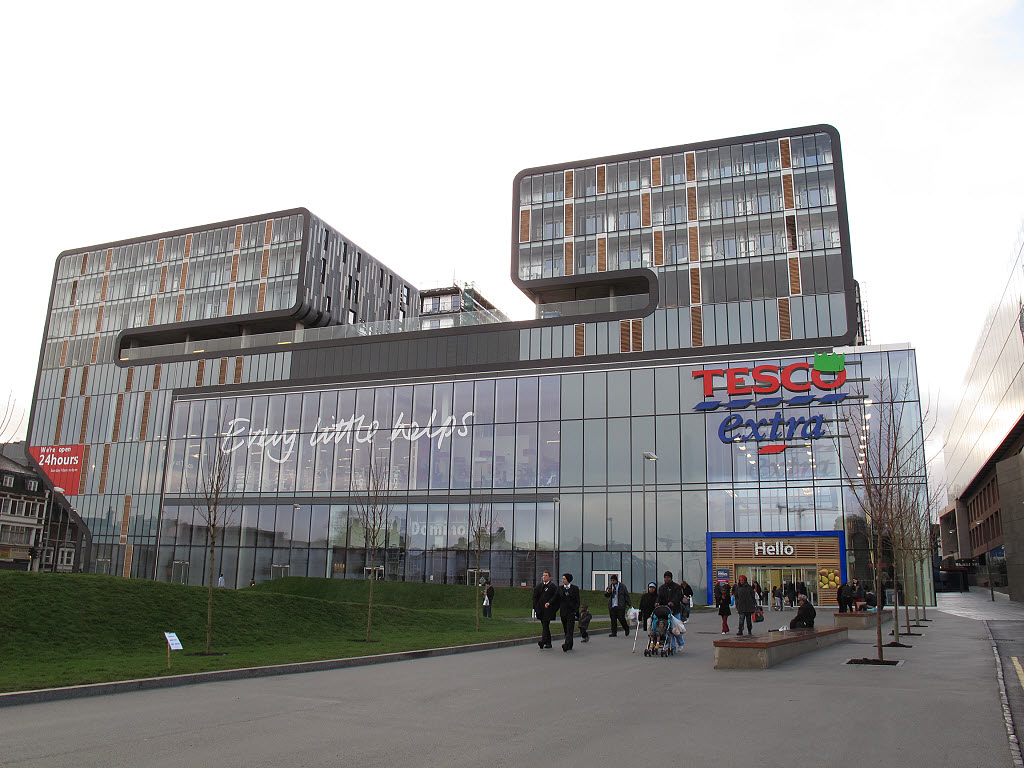
Woolwich Central, winner of the 2014 Carbuncle Cup

The shortlist of six was announced in August 2014. The winner was announced in September 2014 as Woolwich Central, a Sheppard Robson-designed mixed-use scheme in south east London.
| Construção            | Local              | Arquiteto       |
| --------------------- | ------------------ | --------------- |
| Chancellor’s Building | University of Bath | Stride Treglown |
| QN7 flats             | Holloway, Londres  | CZWG            |
| Trinity Square        | Gateshead          | 3DReid          |
| Unite Stratford City  | Stratford, Londres | BDP             |
| Vauxhall Tower        | Vauxhall, Londres  | Broadway Malyan |
| Woolwich Central      | Woolwich, Londres  | Sheppard Robson |

### 2015

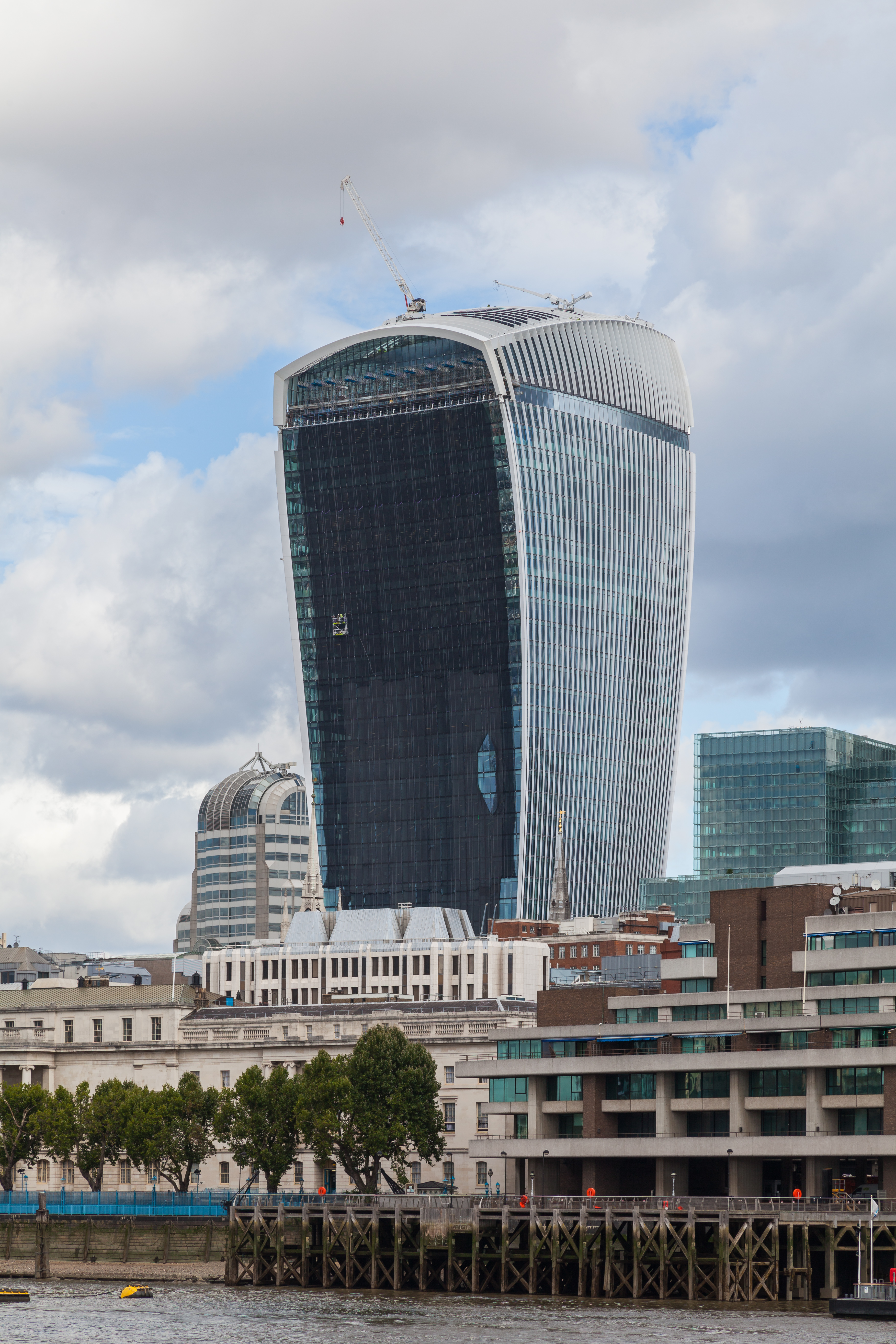
20 Fenchurch Street, winner of the 2015 Carbuncle Cup

The shortlist of six was announced in August 2015, selected by a panel of judges including Building Design editor Thomas Lane, architectural critic Ike Ijeh, writer, broadcaster and historian Gillian Darley and architectural designer Eleanor Jolliffe, both columnists for the magazine. The winner was announced in September 2015 as 20 Fenchurch Street, designed by Rafael Viñoly.
| Construção                                | Local                                         | Arquiteto                        |
| ----------------------------------------- | --------------------------------------------- | -------------------------------- |
| 20 Fenchurch Street ('The Walkie-Talkie') | Cidade de Londres                             | Rafael Viñoly                    |
| City Gateway                              | Swaythling, Southampton                       | Fluid Design                     |
| Parliament House                          | Lambeth, Londres                              | Keith Williams Architects        |
| Waltham Forest YMCA building              | Waltham Forest, Londres                       | Robert Kilgour Architects        |
| Whittle Building                          | Peterhouse, University of Cambridge           | John Simpson Architects          |
| Woodward Hall                             | Imperial College London, North Acton, Londres | careyjones chapmantolcher (CJCT) |